# 列治文鎮區 (明尼蘇達州威諾納縣)
列治文鎮區（英語：Richmond Township）是位於美國明尼蘇達州威諾納縣的一個行政鎮區。

## 地方資料
列治文鎮區的面積為48.30平方千米，當中陸地面積為41.85平方千米，而水域面積為6.44平方千米。根據2020年美國人口普查的數據，當地共有人口636人，而人口密度為每平方千米13.17人。